# Кор ван дер Гарт
Кор ван дер Гарт (нід. Cor van der Hart; нар. 25 січня 1928, Амстердам — 13 грудня 2006, Амстердам) — нідерландський футболіст, що грав на позиції захисника. По завершенні ігрової кар'єри — тренер. Стояв у витоків впровадження професійного футболу у Нідерландах.
Виступав за клуби «Аякс», «Лілль» та «Фортуна 54», а також національну збірну Нідерландів.

## Клубна кар'єра
Ван дер Гарт народився в Амстердамі, і намагався вступити у футбольну академію місцевого клубу «Аякс». Він відвідав спеціальний день молодих талантів, який проходив у клубі, і з 300 гравців до академії було обрано лише двох — Ван дер Гарта та Рінуса Міхелса. В 1947 році Кор дебютував у основній команді клубу і в тому ж році виграв титул чемпіона Нідерландів. Загалом провів в рідному клубі чотири сезони, взявши участь у 55 матчах чемпіонату.
1950 року ван дер Гарт одним з перших нідерландських гравців відправився за кордон, для того аби стати професійним футболістом, перейшовши у французький «Лілль», де вже існувала професіональна ліга. Відіграв за команду з Лілля наступні чотири сезони своєї ігрової кар'єри. Більшість часу, проведеного у складі «Лілля», був основним гравцем захисту команди і виграв з клубом чемпіонат і Кубок Франції.

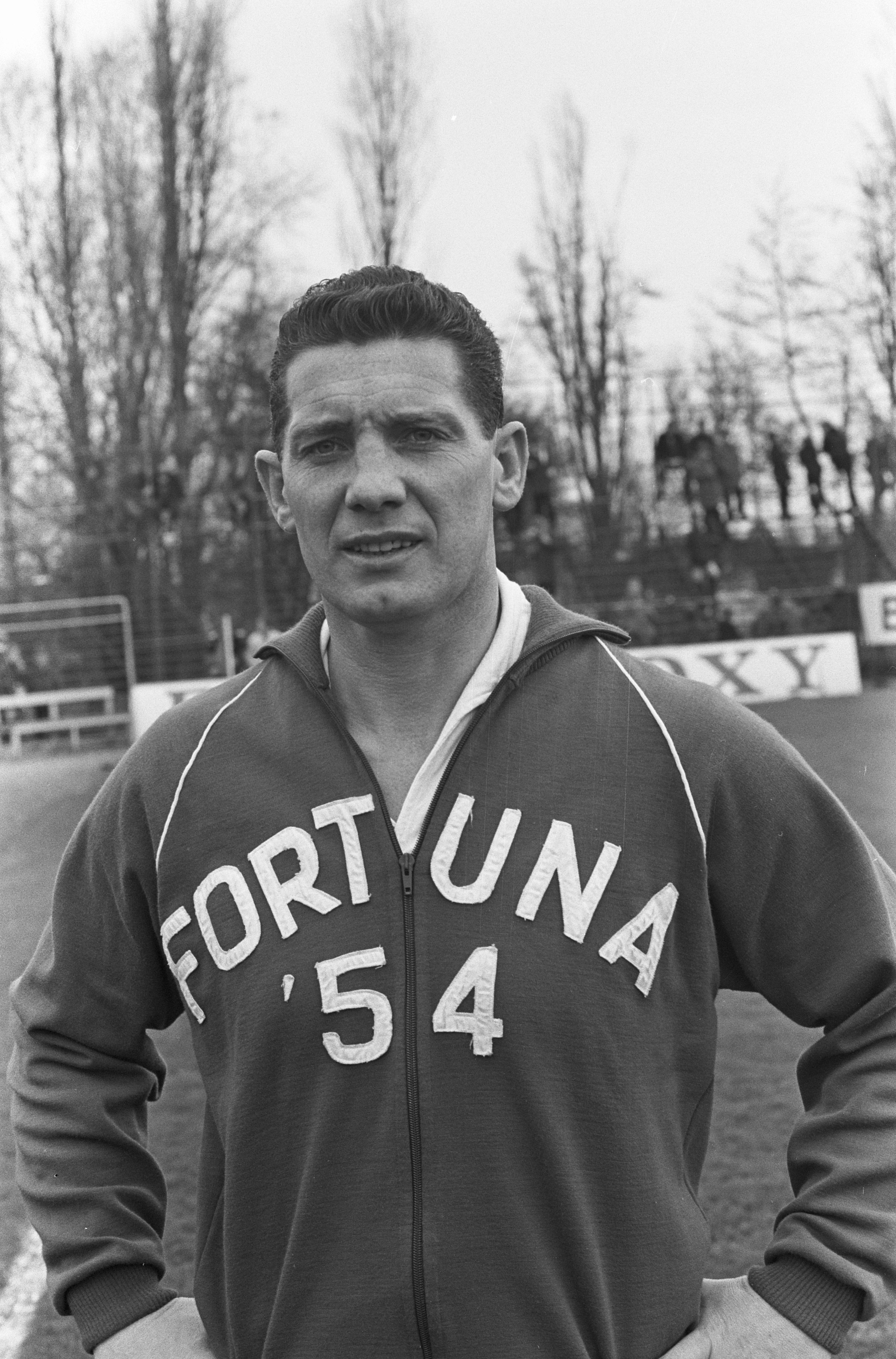
Кор ван дер Гарт у 1966 році

Ван дер Харт був одним із гравців, що взяв участь у благодійному матчі між збірними Франції та Нідерландів, що пройшов 12 березня 1953 року на стадіоні «Парк де Пренс» у Парижі та був зіграний на честь жертв повені Північного моря 1953 року, яка відбулася за кілька тижнів до матчу. Футбольна федерація Нідерландів, яка все ще не хотіла впроваджувати професіональний футбол забороняла грати за збірну усім неаматорам, але внаслідок особистого втручання принца Бернарда професійні нідерландські гравці таки отримали право зіграти у благодійному матчі. 8 000 голландських фанатів поїхали до Парижа, щоб подивитись матч і побачили як їх команда перемогла міцну французьку команду 2:1. Гравці показали аудиторії наскільки краще гравці можуть грати, коли вони фокусуються на спорті професійно і вже через 17 місяців відбувся перший професійний матч у Нідерландах.
Коли професійний футбол з'явився і у Нідерландах, ван дер Гарт повернувся до своєї рідної країни, щоб грати за «Фортуну 54», яка в ті роки була однією з найкращих команд у країні. З цією командою він виграв Кубок Нідерландів у 1957 і 1964 роках, відігравши загалом за команду 12 сезонів. Завершив професійну кар'єру футболіста виступами за команду «Фортуна» (Сіттард) у 1966 році.

## Виступи за збірну
13 березня 1955 року дебютував в офіційних іграх у складі національної збірної Нідерландів у матчі проти Данії (1:1). Протягом кар'єри у національній команді, яка тривала 7 років, провів у формі головної команди країни 44 матчі, забивши 2 голи і був капітаном у 26 з цих матчів.
Один з найбільш пам'ятних міжнародних матчів, в яких він брав участь, — це перемога 2:1 над чемпіонами світу збірною ФРН в 1956 році. Він зіграв свій останній міжнародний матч 30 квітня 1961 року проти Угорщини (0:3).

## Кар'єра тренера
Розпочав тренерську кар'єру відразу ж по завершенні кар'єри гравця, 1966 року, очоливши тренерський штаб клубу «Голланд Спорт», де працював до 1971 року, моменту об'єднання клубу з АДО в «Ден Гаг».
1971 року став головним тренером команди АЗ і тренував команду з Алкмара два роки.

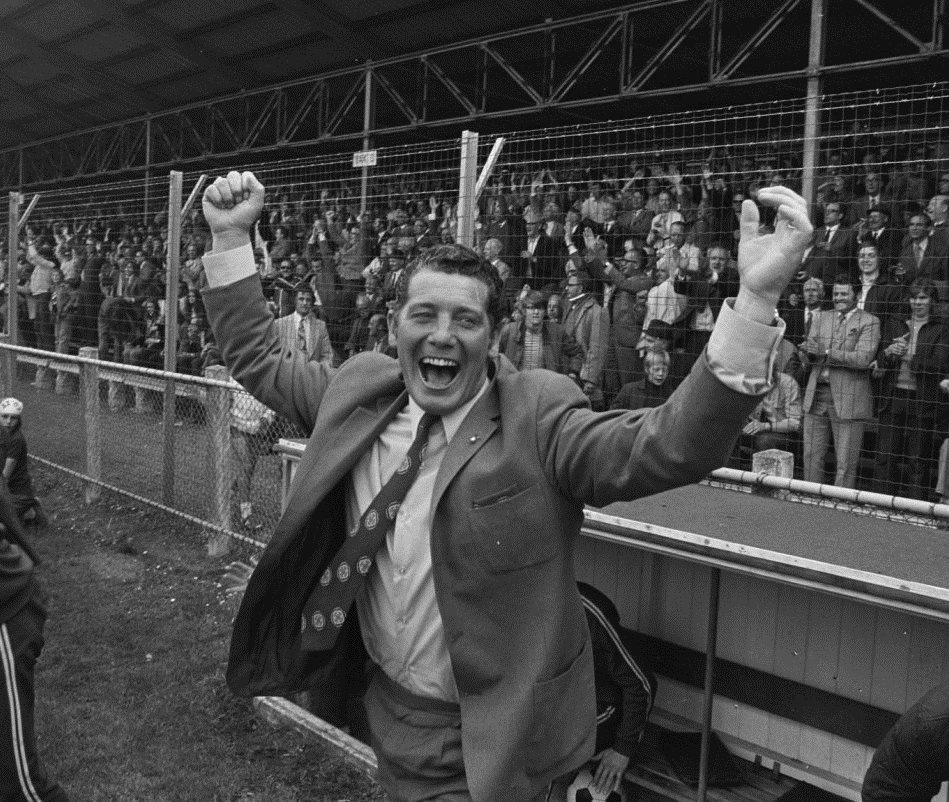
Кор ван дер Гарт у 1972 році як тренер АЗ.

З 1973 року був асистентом Франтішека Фадргонца у національній збірній Нідерландів, а після його звільнення залишився на посаді і був помічником Рінуса Міхелса під час чемпіонату світу 1974 року, коли збірна Нідерландів стала фіналісткою змагань, програвши ФРН.
Згодом протягом 1974—1976 років очолював тренерський штаб бельгійського клубу «Стандард» (Льєж), з яким виграв дебютний розіграш Кубка бельгійської ліги у 1975 році, після чого тренував «Фортуну» (Сіттард), в якій колись виступав і як гравець.
1977 року повернувся до роботи з АЗ, з яким 1978 року виграв Кубок Нідерландів.
З 1979 року він тренував американський «Форт-Лодердейл Страйкерс», який підписав перуанську легенду Теофіло Кубільяса та німецького нападника Герда Мюллера. Ці зірки під керівництвом ван дер Гарта допомогли дістатися «Страйкерс» до Соккер Боула, фінального матчу за звання чемпіона Північноамериканської футбольної ліги (NASL), в 1980 році, де вони програли «Нью-Йорк Космос» (0:3). Після цього повернувся на батьківщину, де працював з клубами МВВ, «АДО Ден Гаг» та «Волендам».
З сезону 1984/85 він був одним із трьох помічників тренера «Аякса» Ада де Моса разом із Антуаном Коном і Тонні Брейнс Слотом. Це тріо ненадовго очолювало «Аякс» в травні і червні 1985 року після відставки де Моса 6 травня 1985 року, втім з призначенням Йогана Кройфа повернулись на посаду асистента. Згодом у 1987—1988 роках очолював «Телстар».
Останнім місцем тренерської роботи був турецький клуб «Сариєр», головним тренером команди якого Кор ван дер Гарт був з 1989 по 1990 рік.
Помер 13 грудня 2006 року на 79-му році життя в Амстердамі. Наступного дня «Аякс» проводив матч Кубка УЄФА 2006/07 проти бельгійського «Зюлте-Варегема» (3:0) і вийшов на матч з траурними пов'язками

## Титули і досягнення

### Як гравця
- Чемпіон Нідерландів (1):

«Аякс»: 1946–47
- Чемпіон Франції (1):

«Лілль»: 1953–54
- Володар Кубка Франції (1):

«Лілль»: 1952–53
- Володар Кубка Нідерландів (2):

«Фортуна» (Сіттард): 1955–56, 1963–64

### Як тренера
- Володар Кубка бельгійської ліги (1):

«Стандард» (Льєж): 1975
- Володар Кубка Нідерландів (1):

АЗ: 1977–78